# Benefield
Benefield är en civil parish i Storbritannien.   Den ligger i grevskapet Northamptonshire och riksdelen England, i den sydöstra delen av landet, 110 km norr om huvudstaden London. Benefield ligger 80 meter över havet och antalet invånare är 308. Benefield består av två byar, Upper Benefield och Lower Benefield.
Terrängen runt Benefield är platt. Runt Benefield är det ganska tätbefolkat, med 160 invånare per kvadratkilometer. Närmaste större samhälle är Kettering, 16,1 km sydväst om Benefield. Trakten runt Benefield består till största delen av jordbruksmark.